# Steven He
Steven He O'Byrne (Chengdu, 31 december 1996) is een Iers acteur, geboren in China en woonachtig in de Verenigde Staten. Hij verwierf populariteit met zelfgeschreven komische sketches op sociale media.

## Biografie
He zag op oudejaarsavond 1996 het levenslicht in Chengdu, de hoofdstad van de Chinese provincie Sichuan. Hier bracht hij de eerste acht jaar van zijn leven door, waarna hij samen met zijn familie emigreerde naar Limerick, een stad in Ierland. Als tiener reisde hij vaak heen en weer tussen de twee landen, en toen hij dertien jaar oud was speelde He mee in een toneelstuk op zijn Chinese school. Hij speelde hierin een schaap, en toen na het stuk een klein jongetje hem kwam complimenteren wist He dat hij een acteur wilde worden. Hij behaalde zijn bachelor in acteren aan de Regent's University London in het Verenigd Koninkrijk in 2017. Vervolgens trad hij op in prestigieuze Britse theaterzalen als West End en op festivals als Edinburgh Fringe. Later besloot hij om naar de Verenigde Staten te verhuizen, waar hij in 2019 afstudeerde aan de Neighborhood Playhouse School of the Theatre in New York. He speelde in totaal mee in zo'n zestig theaterstukken, tot in maart 2020 de coronapandemie toesloeg. He ging te rade bij zichzelf en besloot zich toe te leggen op komische sketches op sociale media, te beginnen met TikTok. Nadat hij een miljoen views op TikTok had gekregen, besloot hij om zich ook op YouTube te gaan richten. Hier wist hij pas na zo'n 220 video's door te breken bij het grote publiek. Dit deed hij met zijn personage Asian Dad.
Voor zijn sketches op sociale media bedacht He enkele personages die hij allemaal zelf speelt. Zijn bekendste personage is Asian Dad, een zelfingenomen en pragmatische vader die ervan geniet zijn niet zo succesvolle zoon, die opvallend veel gelijkenissen met He zelf vertoond, belachelijk te maken. In februari 2021 ging zijn sketch Asian Parents Going Through Your Room viraal, het was toen dat He voor het eerst besefte dat hij met zijn video's een fulltime carrière zou kunnen hebben. Niet veel later zou hij helemaal doorbreken met zijn uitspraak Emotional damage!, voor het eerst verschenen in de video When "Asian" Is a Difficulty Mode, die als meme zijn eigen leven ging leiden.
In mei 2023 verscheen Ginormo!, een sciencefictionserie die een parodie is op oude Japanse Kaijufilms en -series, zoals Godzilla en Super Sentai. He produceerde deze reeks samen met Ken Mok, die eerder onder andere de film Joy en America's Next Top Model produceerde. Eerder speelde He onder andere de hoofdrol in de Chinese film Dinosaur World. Op het grootste Chinese streamingplatform iQIYI stond de film op nummer één. Hij zal ook in een van de hoofdrollen te zien zijn in Groundbreaking, een Ierse serie over een groep archeologen.

## Filmografie
Naast zijn eigen video's verscheen He ook in verschillende andere producties.
| Jaar | Titel                         | Rol             |
| ---- | ----------------------------- | --------------- |
| 2019 | Schemers                      | Dennis          |
| 2020 | The Writer                    | Casino patron   |
| 2020 | Sloppy                        | Party attendee  |
| 2020 | Awkwafina Is Nora from Queens | Scrubr employee |
| 2020 | Dinosaur World                | Eason           |
| 2020 | Identity Theft                | Cop             |
| 2021 | Hello Au Revoir               | Jia Steven He   |
| 2022 | Betrayed by My Bridesmaid     | Tom             |
| 2022 | A Father's Son                | Lefty           |
| 2023 | Ginormo!                      | Mikko           |
| 2023 | Groundbreaking                | Finn            |